# Paul Burke (Schauspieler)
Paul Burke (* 21. Juli 1926 in New Orleans; † 13. September 2009 in Palm Springs, Kalifornien) war ein US-amerikanischer Schauspieler.

## Leben
Burke wuchs in New Orleans auf, wo sein Vater Marty Burke nach dem Ende seiner Boxkarriere als Nachtclubbesitzer und Eigentümer des Restaurants „Marty Burke’s“ im French Quarter tätig war. Paul Burke zog Ende der 1940er Jahre nach Hollywood. Er studierte zwei Jahre Schauspiel am Pasadena Playhouse. 1951 erhielt Burke von dem Regisseur Lloyd Bacon, einem Freund seines Vaters, seine erste Filmrolle: eine kleine Nebenrolle in dem Musical Call Me Mister mit Betty Grable.
Ab den 1950er Jahren hatte er zahlreiche Gastrollen in US-Fernsehserien, zunächst in Big Town, Highway Patrol, Navy Log und Dragnet. Von 1956 bis 1957 spielte er in der kurzlebigen US-Fernsehserie Noah’s Ark, in der Saison 1957/1958 war er in fünf Folgen der Serie Harbourmaster in der Rolle des Jeff Kittridge zu sehen.
Burkes bekannteste Fernsehrollen waren der Detective Adam Flint in Gnadenlose Stadt in den Jahren 1960 bis 1963 und später der Colonel Joe Gallagher in Twelve O’Clock High zwischen 1964 und 1967. In den 1980er Jahren hatte er außerdem eine wiederkehrende Serienrolle als Senator McVane in der Seifen-Oper Der Denver-Clan. Ende der 1980er Jahre übernahm er nochmals Gastrollen in den Serien Cagney & Lacey und Columbo, danach erfolgte sein Rückzug aus dem Hollywood-Geschäft.
Burke spielte auch in mehreren Kinofilmen, unter anderem in Thomas Crown ist nicht zu fassen und in Das Tal der Puppen, blieb aber als Kinoschauspieler in der Regel auf Nebenrollen beschränkt.
Für seine Rolle in Naked City erhielt Burke in den 1960er Jahren zwei Emmy-Nominierungen.

## Filmografie (Auswahl)
- 1951: Call me Mister
- 1951: Golden Girl
- 1953: Adventures of Superman (Fernsehserie, drei Folgen, verschiedene Rollen)
- 1956–1957: Noah’s Ark (Fernsehserie, 24 Folgen)
- 1957–1958: Harbourmaster (Fernsehserie, 10 Folgen)
- 1959–1960: Five Fingers (Fernsehserie, 10 Folgen)
- 1959–1960: Black Saddle (Fernsehserie, zwei Folgen)
- 1960–1963: Gnadenlose Stadt (Naked City, Fernsehserie, 99 Folgen)
- 1964–1967: Twelve O’Clock High (Fernsehserie, 48 Folgen)
- 1967: Das Tal der Puppen (Valley of the Dolls)
- 1967: Thomas Crown ist nicht zu fassen (The Thomas Crown Affair)
- 1970–1974: Medical Center (Fernsehserie, drei Folgen, verschiedene Rollen)
- 1972: California Cops – Neu im Einsatz (The Rookies, Fernsehserie, eine Folge)
- 1973: Dr. med. Marcus Welby (Marcus Welby, M.D., Fernsehserie, eine Folge)
- 1973: The New Perry Mason (Fernsehserie, eine Folge)
- 1973–1976: Police Story (Fernsehserie, vier Folgen, verschiedene Rollen)
- 1974: Der Chef (Ironside, Fernsehserie, zwei Folgen, verschiedene Rollen)
- 1974: Mannix (Fernsehserie, eine Folge)
- 1974: Harry O (Fernsehserie, eine Folge)
- 1974: Make-up und Pistolen (Police Woman; Fernsehserie)
- 1976: Starsky & Hutch (Starsky and Hutch, Fernsehserie, zwei Folgen)
- 1978: Vegas (Fernsehserie)
- 1978–1981: Love Boat (The Love Boat, Fernsehserie, drei Folgen)
- 1979: Der Vagabund – Die Abenteuer eines Schäferhundes (The Littlest Hobo, Fernsehserie, eine Folge)
- 1980: Trapper John, M.D. (Fernsehserie, eine Folge)
- 1980: Hawaii Fünf-Null (Hawaii Five-O, Fernsehserie, zwei Folgen)
- 1980: Drei Engel für Charlie (Charlie’s Angels, Fernsehserie, eine Folge)
- 1981–1985: Magnum (Magnum, p.i., Fernsehserie, drei Folgen)
- 1982–1988: Der Denver-Clan (Dynasty, Fernsehserie, 23 Folgen)
- 1983: T. J. Hooker (Fernsehserie, eine Folge)
- 1983, 1986: Hotel (Fernsehserie, zwei Folgen)
- 1984: California Clan (Santa Barbara, Fernsehserie, 21 Folgen)
- 1985: Mord ist ihr Hobby (Murder, She Wrote, Fernsehserie, eine Folge)
- 1986: Reporter des Verbrechens (Hot Shots, Fernsehserie, 13 Folgen)
- 1988: Cagney & Lacey (Fernsehserie, eine Folge)
- 1990: Columbo: Schleichendes Gift (Uneasy Lies the Crown, Fernsehreihe)